# 서향희
서향희(徐香姬, 1974년 6월 30일 ~ )는 대한민국의 변호사이다. 박정희 전 대통령의 막내아들인 박지만 EG 회장의 부인이자, 대한민국 제18대 대통령 박근혜의 올케이다. 본관은 이천 서씨이다. 

## 생애
법무법인 주원의 공동대표로 있었으며, 2011년 법무법인 주원에서 탈퇴하여 다른 구성원들과 함께 법무법인 새빛을 설립하여 지금까지 공동 대표변호사로 활동하고 있다. 종교는 개신교이다.
박지만과의 사이에서 네 명의 아들을 낳았다.

## 경력
- 2006년 3월 신우 사외이사
- 2007년 씨엔에이치(CNH) 감사
- 2008년 케이엠에이씨(KMAC) 사외이사, 인선이엔티(ENT) 법률고문·  피에스앤피 (경영컨설팅회사) 설립
- 2009년 4월 대전고검장을 지낸 이건개 변호사와 함께 법무법인 주원 공동대표 (그무렵 삼화저축은행과 법률자문 계약체결)
- 2009년 7월 캐피탈익스프레스 운영위원
- 2009년 12월 전국택시운송사업 조합연합회 공제조합 운영위원
- 2010년 2월 전국버스운송사업조합연합회 공제조합 서울지부 고문
- 2010년 4월 코오롱 법률고문
- 2010년 5월 동부티에스블랙펄 사외이사, 한국건설자원협회 법률고문, 대한노인회서울특별시연합회 법률고문
- 2011년 4월 이건개 변호사와 결별해 다시 법무법인 새빛 설립,  미주제강 법률고문 계약
- 2012년 10월 새빛법률사무소 대표 겸 새빛회계법인 고문